# 레이철 크로

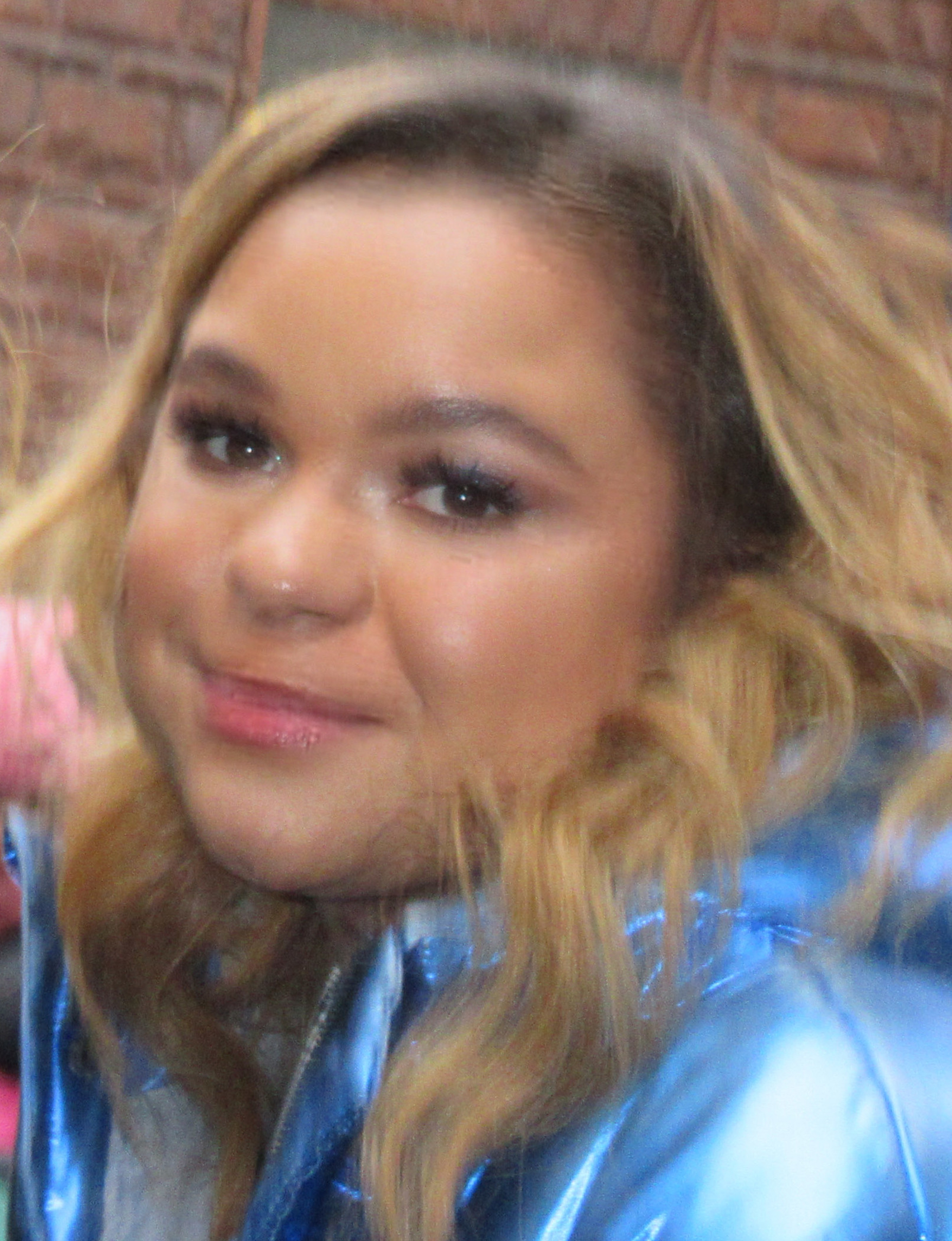

레이철 크로(Rachel Crow, 1998년 1월 23일 ~ )는 미국의 가수, 배우이다.

## 영화
- 디이드라 & 레이니 롭 어 트레인 (2017년)
- 리오 2 (2014년) - 칼라 목소리 역
- 피자 & 가라오케 (2010년)